# Léo Baptistão
Leonardo Carrilho Baptistão (ur. 26 sierpnia 1992 w Santosie) – brazylijski piłkarz grający na pozycji napastnika w hiszpańskim klubie UD Almería.

## Kariera klubowa

### Rayo Vallecano
Baptistão przeniósł się do Rayo Vallecano z Brazylii w wieku 16 lat. 25 sierpnia 2012 roku zadebiutował w pierwszym zespole, w wygranym 2–1 wyjazdowym meczu z Realem Betis. Trafił bramkę i asystował przy golu Pitiego. 16 września 2012 roku ponownie trafił do siatki w przegranym 3–4 meczu z Atletico Madryt. Szybko stał się podstawowym piłkarzem drużyny Paco. 3 listopada 2012 roku dwa razy asystował Pitiemu w wygranym 2–1 meczu z Malagą CF. W sezonie 2012/13 kiedy to Rayo Vallecano występowało w Primera División miał niebagatelny wpływ na wyniki rewelacyjnie spisującego się zespołu. Brazylijczyk z włoskim paszportem rozegrał w tamtym sezonie 28 spotkań, z czego 26 w wyjściowym składzie, strzelając 7 bramek. Młody napastnik ostatni mecz rozegrał w połowie kwietnia z RCD Mallorca, remisując 1:1. Później w ojczyźnie przechodził rehabilitację po odniesionej kontuzji.

### Atlético Madryt
3 czerwca 2013 roku podpisując 5-letni kontrakt został piłkarzem Atlético Madryt. Klub z Madrytu zapłacił za niego 6 000 000 euro. W barwach Los Indios dostał szansę występowania na arenach międzynarodowych podczas Ligi Mistrzów.
11 stycznia 2014 został wypożyczony do Realu Betis. Natomiast latem 2014 wypożyczono go do Rayo Vallecano.